# Mostra internazionale d'arte cinematografica
La Mostra internazionale d'arte cinematografica (chiamata comunemente Mostra del cinema di Venezia) è il festival cinematografico che si svolge annualmente in Italia a Venezia (solitamente tra la fine del mese di agosto e l'inizio di settembre), nello storico Palazzo del Cinema sul lungomare Marconi e in edifici limitrofi, al Lido di Venezia e nel resto della laguna. È la manifestazione cinematografica più antica al mondo: la prima edizione si tenne tra il 6 e il 21 agosto 1932.
La mostra si inquadra nella più vasta attività della Biennale di Venezia, istituzione culturale fondata nel 1895, che dallo stesso anno organizzava la famosa Esposizione internazionale d'arte contemporanea e dal 1930 il Festival internazionale di musica contemporanea. Il principale tra i premi assegnati è il Leone d'oro, che deve il suo nome al simbolo della città, il Leone di San Marco. Tale riconoscimento è considerato uno dei più importanti dal punto di vista della critica cinematografica, al pari di quelli assegnati nelle altre due principali rassegne cinematografiche europee: la Palma d'oro del Festival di Cannes e l'Orso d'oro del Festival internazionale del cinema di Berlino.
Ogni anno vengono proiettati 140 titoli tra lungometraggi, documentari e progetti speciali. L'80ª edizione si è svolta dal 30 agosto al 9 settembre 2023, mentre l'81ª Mostra internazionale d'arte cinematografica di Venezia edizione si è svolta dal 28 agosto al 7 settembre 2024.

## Storia

### Anni 1930

Il pubblico del festival in una delle sue prime edizioni sulla terrazza dell'Hotel Excelsior

La mostra del cinema nacque da un'idea del presidente della Biennale di Venezia, il conte Giuseppe Volpi, dello scultore Antonio Maraini, segretario generale, e di Luciano De Feo, già fondatore dell'Unione Cinematografica Educativa e a quel tempo direttore dell'Istituto internazionale per la cinematografia educativa, emanazione della Società delle Nazioni con sede a Roma, concorde sull'idea di svolgere la rassegna nella città lagunare e primo direttore-selezionatore.
La mostra, considerata la prima manifestazione internazionale di questo tipo, ricevette un forte appoggio dalle autorità fasciste. La prima edizione si svolse dal 6 al 21 agosto 1932 alla terrazza dell'Hotel Excelsior al Lido di Venezia, ma ancora non si trattava di una rassegna competitiva, in quanto i titoli venivano solamente presentati al pubblico. Ciononostante la prima edizione vanta pellicole di grande valore, divenute poi veri e propri "classici" della storia del cinema; tra questi, vale la pena di ricordare Proibito del grande regista statunitense Frank Capra, Grand Hotel di Edmund Goulding, Il campione di King Vidor, il primo e inimitabile Frankenstein di James Whale, The Devil to Pay! di George Fitzmaurice, Gli uomini, che mascalzoni... di Mario Camerini e A me la libertà! di René Clair. Oltre ai film citati, in concorso furono presenti opere di altri grandi registi, quali Raoul Walsh, Ernst Lubitsch, Nikolaj Ėkk, Howard Hawks, Maurice Tourneur, Anatole Litvak.
Personaggi di spicco di questa prima rassegna furono gli attori che apparivano sul grande schermo attraverso le pellicole proiettate, i quali garantirono alla mostra un successo maggiore delle attese, portando nelle sale oltre venticinquemila spettatori. Si parla dei maggiori divi internazionali dell'epoca: Greta Garbo, Clark Gable, Fredric March, Wallace Beery, Norma Shearer, James Cagney, Ronald Colman, Loretta Young, John Barrymore, Joan Crawford, senza dimenticare l'idolo italiano Vittorio De Sica e il grande Boris Karloff, passato alla storia per il suo ruolo del mostro nel primo Frankenstein.
Il primo film della storia della mostra venne proiettato la sera del 6 agosto 1932: si tratta di Il dottor Jekyll (Dr. Jekyll and Mr. Hyde) di Rouben Mamoulian; al film seguì un grande ballo nei saloni dell'Excelsior. Il primo film italiano, Gli uomini, che mascalzoni... di Camerini, venne presentato invece la sera dell'11 agosto. In mancanza di una giuria e dell'assegnazione di premi ufficiali, introdotti solamente più tardi, un referendum indetto dal comitato organizzatore, presieduto da Attilio Fontana dell'ICE (Istituto del Commercio Estero), svolto tra il pubblico accorso alla rassegna, decreta miglior regista il sovietico Nikolaj Ėkk per il film Il cammino verso la vita, mentre il film di René Clair A me la libertà! viene eletto come il più divertente; come migliore attrice è premiata Helen Hayes, come miglior attore Fredric March; il film "più commovente" risulta essere la pellicola americana Il fallo di Madelon Claudet di Edgar Selwyn. 
Nel 1933 il Festival di Venezia non ha luogo, ma, su impulso di Lando Ferretti, si svolge a Viareggio, nell'ambito del Premio letterario Viareggio, un "Premio Cinematografico", composto da una sezione italiana e una per i film stranieri, al quale partecipano celebrità del calibro di Vittorio De Sica, Clark Gable, Fredric March, Wallace Beery, James Cagney, Ronald Colman, Greta Garbo, Loretta Young e Joan Crawford. I film premiati sono Camicia Nera di Giovacchino Forzano e Il Campione di King Vidor. Secondo lo storico Franco Pocci, Galeazzo Ciano, che ha presenziato con interesse alla manifestazione, decide di trasferire al festival di Venezia il formato competitivo, per potervi partecipare senza la moglie Edda, residente nella cittadina versiliese. 
La seconda edizione del festival veneziano si svolge due anni dopo, dal 1º al 20 agosto 1934. Inizialmente, infatti, la rassegna si trova indissolubilmente legata alla più ampia Biennale di Venezia, rispettandone la cadenza. L'esperienza della prima edizione porta subito, comunque, un'importante novità: si tratta ora della prima edizione competitiva. Le nazioni in gara con almeno un proprio esponente sono ben 19, più di 300 i giornalisti accreditati alle proiezioni. Viene istituita la Coppa Mussolini per il miglior film straniero e italiano, ma ancora non esiste una vera giuria. È la presidenza della Biennale che, consultati alcuni esperti e secondo il parere del pubblico, in accordo con l'Istituto Internazionale per la Cinematografia Educativa di Luciano de Feo, ancora direttore della mostra, decreta i vincitori dei premi.
Oltre alla Coppa Mussolini, vengono distribuite le Grandi Medaglie d'Oro dell'Associazione Nazionale Fascista dello Spettacolo, inoltre i premi per le migliori interpretazioni e giovani registi alla loro opera prima. Vince la medaglia d'oro il giovane ventunenne padovano Antonio LeonViola per la regia del film muto Fiera di Tipi, girato durante la Fiera di Padova. La miglior attrice è una giovane Katharine Hepburn, premiata per la sua splendida interpretazione in Piccole donne di George Cukor. Il premio per il miglior film straniero va a L'uomo di Aran, di Robert Joseph Flaherty, un documentario d'autore, genere molto apprezzato all'epoca, mentre la Coppa Mussolini per il miglior film italiano sarà assegnata a Teresa Confalonieri di Guido Brignone. Si ripresenta inoltre Frank Capra con uno dei suoi film più celebrati, Accadde una notte, con Clark Gable e Claudette Colbert. Il premio per la miglior sceneggiatura va all'austriaco Maskerade, di Willi Forst, sceneggiato da Walter Reisch e dallo stesso Forst.
Alla seconda edizione, la mostra vanta già il suo primo scandalo: durante una sequenza di Estasi, del regista cecoslovacco Gustav Machatý, Hedwig Kieslerová, conosciuta successivamente come Hedy Lamarr, appare sul grande schermo in un nudo integrale.
Già dalla terza edizione, 1935, la mostra diventa annuale, come conseguenza del grande successo di pubblico e di critica riscosso dalle due prime edizioni, sotto la direzione di Ottavio Croze. Con il crescere della notorietà e del prestigio della rassegna, cresce anche il numero di opere e dei paesi partecipanti in concorso. A partire da questa edizione, però, e fino al dopoguerra, non parteciperanno più i film sovietici, mentre il prestigioso premio per gli attori assume la denominazione di Coppa Volpi, dal cognome del conte Giuseppe Volpi, padre della rassegna.
Ancora una volta il festival vanta film di grande valore: Il traditore di John Ford, Capriccio spagnolo di Josef von Sternberg, con Marlene Dietrich, e il vincitore del premio per il miglior film straniero, Anna Karenina, di Clarence Brown, con Greta Garbo, presente per la seconda volta al Lido di Venezia. Miglior film italiano sarà proclamato Casta Diva di Carmine Gallone con Martha Eggerth e Sandro Palmieri. La Coppa Volpi per la migliore interpretazione maschile è attribuita a Pierre Blanchar per il film Delitto e castigo di Pierre Chenal, mentre il premio alla migliore interpretazione femminile è per l'austriaca Paula Wessely, protagonista di Episodio di Walter Reisch.
Nel 1936 è tempo per un'altra "prima volta", quella della Giuria internazionale, mentre si consolida il prestigio della rassegna, con la presenza ancora una volta di film di registi importanti come Frank Capra (È arrivata la felicità), John Ford (Maria di Scozia), Max Ophüls (La nostra compagna), René Clair (Il fantasma galante), Josef von Sternberg (Desiderio di re), Marcel L'Herbier (Vigilia d'armi). Il maggior successo di pubblico, tuttavia, lo riscuote il divo italiano Amedeo Nazzari. La Coppa Mussolini per il miglior film italiano sarà assegnata a Lo squadrone bianco di Augusto Genina, mentre quella per il miglior film straniero vedrà il trionfo de L'imperatore della California del sudtirolese Luis Trenker. I migliori interpreti di questa edizione sono Paul Muni, premiato per La vita del dottor Pasteur, e Annabella, eccellente protagonista di Vigilia d'armi.
Proseguono, di edizione in edizione, le innovazioni della mostra: nel 1937 viene inaugurato il nuovo Palazzo del Cinema, opera dell'architetto Luigi Quagliata, costruito a tempo di record secondo i dettami del Modernismo, diffusosi all'epoca e mai più abbandonato nella storia della rassegna, tranne che tra il 1940 ed il 1948.
La Mostra così si ingrandisce: aumenta il numero delle nazioni partecipanti e dei film accettati. Questa volta le luci della ribalta sono tutte puntate su Marlene Dietrich, che porta scompiglio al Lido di Venezia, ma anche Bette Davis si afferma fortemente tra il pubblico, vincendo il premio come migliore attrice. La rivelazione di questa edizione è il giovane attore francese Jean Gabin, protagonista de La grande illusione di Jean Renoir, vincitore del gran premio della giuria internazionale. La Coppa Volpi per la migliore interpretazione maschile sarà, invece, attribuita al grande attore tedesco Emil Jannings per il film Ingratitudine. I due film vincitori, nella categoria miglior film italiano e miglior film straniero, saranno rispettivamente Scipione l'africano di Carmine Gallone e Carnet di ballo di Julien Duvivier.
Nel 1938 anche la mostra subisce le pesanti pressioni politiche dettate dal governo fascista. I vincitori vengono imposti alla giuria internazionale e film vincitori risultano il tedesco Olympia di Leni Riefenstahl e Luciano Serra pilota di Goffredo Alessandrini, due film di esplicita propaganda; comunque il primo è ancora oggi riconosciuto come uno dei capolavori del cinema degli anni 1930.
Questa edizione è anche l'ultima in cui il cinema americano, finora sempre presente in maniera importante, sia quantitativamente, sia qualitativamente, è presente al Lido di Venezia. Si congeda con un premio a uno dei migliori lungometraggi animati di Walt Disney, Biancaneve e i sette nani, e con la Coppa Volpi alla migliore attrice, attribuita a Norma Shearer per Maria Antonietta. La migliore interpretazione maschile sarà quella di Leslie Howard, premiato per Pigmalione, mentre il riconoscimento alla migliore regia sarà conquistato dal tedesco Carl Froelich, autore di Heimat.
Il 1938 è anche l'anno della prima grande retrospettiva, secondo il criterio di continua innovazione del festival; retrospettiva che in questa occasione viene dedicata al cinema francese dalle origini al 1933, cinema che tra tutte le nazioni era quello che di più aveva offerto autentici capolavori: A me la libertà! (1932) di René Clair, Carnet di ballo (1937) di Julien Duvivier, La grande illusione (1937) e L'angelo del male (1939) di Jean Renoir, Il porto delle nebbie (1938) e Alba tragica (1939) di Marcel Carné.

### Anni 1940

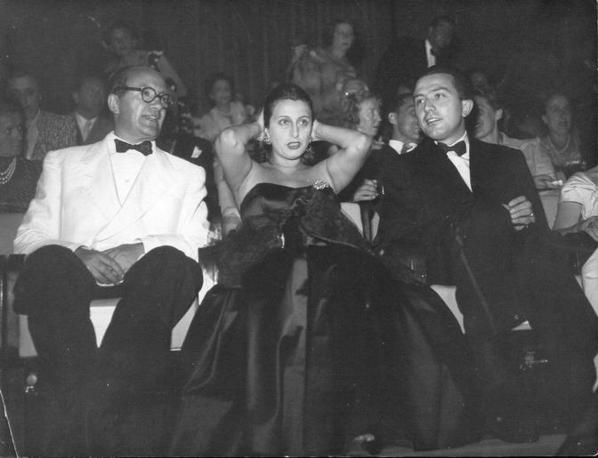
Anna Magnani con Giulio Andreotti in occasione della Mostra internazionale d'arte cinematografica di Venezia del 1947, durante la quale l'attrice è premiata col Nastro d'argento

Gli anni quaranta rappresentano uno dei momenti più difficili della rassegna.
La conclusione della seconda guerra mondiale divide il decennio in due. Se già dal 1938 le pressioni politiche falsarono e rovinarono il festival, con l'avvento del conflitto la situazione degenerò a tal punto, che le edizioni del 1940, 1941 e 1942 si svolsero a Venezia, ma lontano dal Lido. Pochi furono i paesi partecipanti e si ebbe l'assoluto monopolio delle opere e dei registi appartenenti all'asse Roma-Berlino, in un clima più propagandistico che artistico, rappresentati fortemente anche dai divi italiani, tra i quali spiccarono Alida Valli, Assia Noris e Fosco Giachetti.
Dopo la triste parentesi, la mostra riprende a pieno regime nel 1946, ma le proiezioni, a causa della requisizione del Palazzo del Cinema da parte degli Alleati, si svolgono stavolta al cinema San Marco. Il nuovo direttore è Elio Zorzi, che con la sua azione vuole recuperare la libertà e la internazionalità che avevano portato al successo la mostra, distrutta dagli anni di guerra precedenti. L'edizione del 1946 per la prima volta si tenne nel mese di settembre, a seguito dell'accordo con il neonato Festival di Cannes, che proprio nella primavera del 1946 aveva tenuto la sua prima rassegna.
A caratterizzare questo nuovo percorso sono i molti importanti film del Neorealismo, uno dei più significativi movimenti nella storia del cinema italiano, quali Paisà (1946) di Roberto Rossellini, Il sole sorge ancora (1946) di Aldo Vergano, Caccia tragica (1947) di Giuseppe De Santis, Senza pietà (1948) di Alberto Lattuada e La terra trema (1948) di Luchino Visconti; nonostante il loro indiscusso valore e il successo di pubblico, le opere non ottengono il meritato riconoscimento di critica.

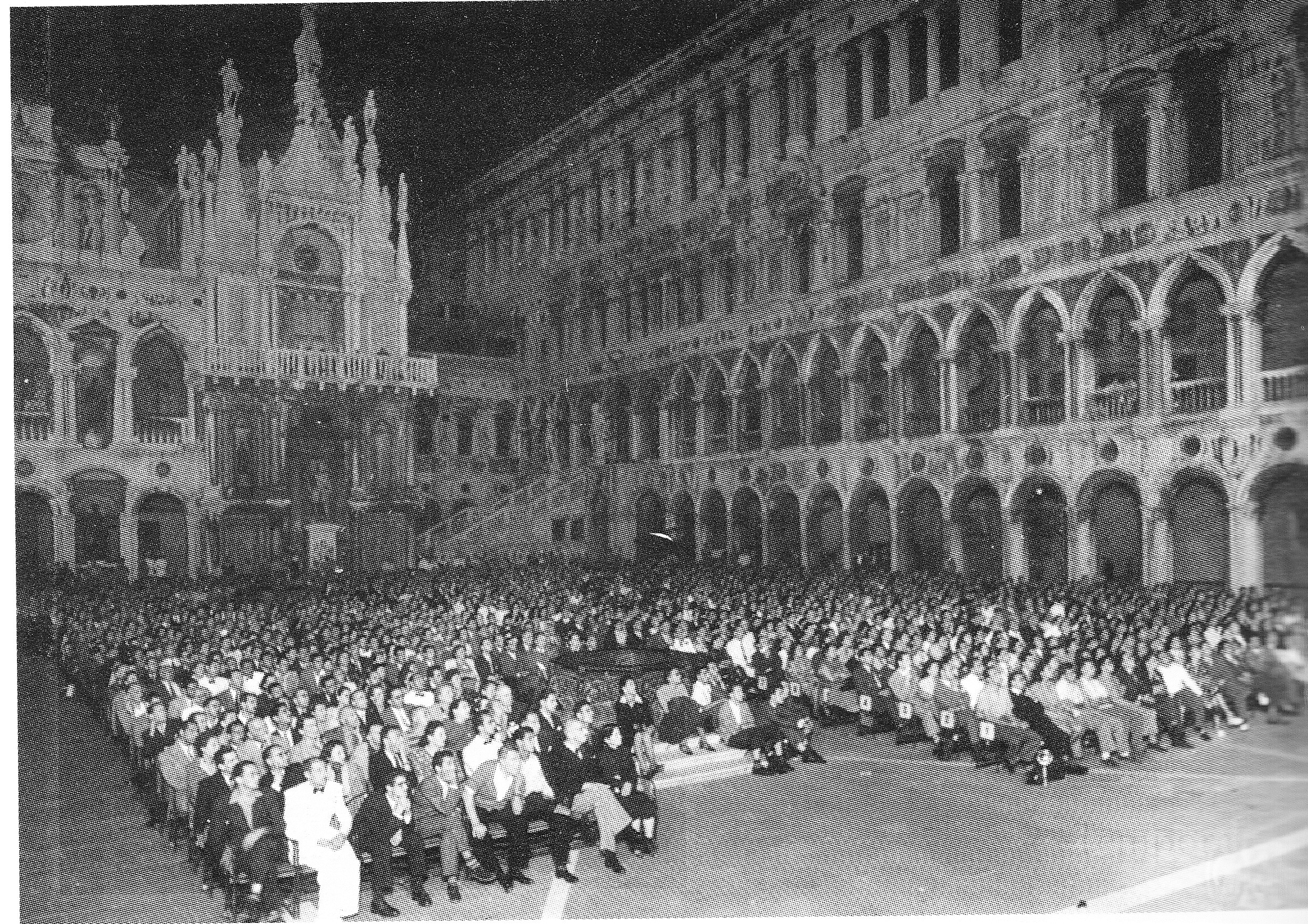
Una proiezione della Mostra a Palazzo Ducale, 1947

La mostra torna comunque ad ospitare anche i grandi registi internazionali: Orson Welles, Laurence Olivier, Fritz Lang, John Huston, Claude Autant-Lara, David Lean, Henri-Georges Clouzot, Jean Cocteau, Michael Powell ed Emeric Pressburger, oltre ai già presenti Jean Renoir, Julien Duvivier, Marcel Carné.
Con il ritorno alla normalità, tornano a Venezia anche le grandi icone del cinema mondiale, tra le quali spiccano Rita Hayworth, Joseph Cotten, Olivia de Havilland; ma la vera protagonista è l'attrice romana Anna Magnani, premiata per la sua splendida interpretazione ne L'onorevole Angelina di Luigi Zampa con la Coppa Volpi per la migliore attrice nel 1947.
Nel 1947 la mostra si tenne al Palazzo Ducale, in una splendida e unica cornice, raggiungendo un record di novantamila presenze. Sicuramente si può parlare di una delle migliori edizioni della storia del festival, che vide finalmente il ritorno al festival delle opere dell'URSS, accostate alle nuove "democrazie popolari", come la Cecoslovacchia, che all'esordio vinse il primo premio grazie al film Siréna del cineasta Karel Steklý. Il 1947 vede anche ripristinata la Giuria internazionale per assegnare il Gran premio internazionale di Venezia. Se Anna Magnani vince il premio alla migliore interpretazione femminile, la Coppa Volpi per il miglior attore sarà attribuita al francese Pierre Fresnay, magnifico protagonista di Monsieur Vincent di Maurice Cloche. Il cinema francese riceve un ulteriore riconoscimento con il premio internazionale per la regia, assegnato a Henri-Georges Clouzot per il suo Legittima difesa.
Nel 1948 la Mostra premia con il massimo riconoscimento il film Amleto di Laurence Olivier. L'attrice che interpreta il ruolo di Ofelia, Jean Simmons, conquisterà la Coppa Volpi per la migliore interpretazione femminile, mentre la recitazione maschile vedrà il trionfo di Ernst Deutsch, distintosi ne Il processo di G. W. Pabst, premio internazionale per la migliore regia. Il cinema italiano si distinguerà in particolare con Sotto il sole di Roma di Renato Castellani e La terra trema di Luchino Visconti, qui al suo secondo lungometraggio come regista, dopo Ossessione.
Nel 1949, sotto la direzione del nuovo responsabile Antonio Petrucci, la manifestazione ritorna definitivamente al Palazzo del Cinema del Lido di Venezia. Viene istituito il Premio Leone di San Marco per il miglior film, vinto per la prima volta da Manon di Henri-Georges Clouzot; ma va segnalato l'esordio di Jacques Tati con Giorno di festa, tra i film del sempre presente e apprezzato cinema francese.
La Coppa Volpi per la migliore interpretazione maschile sarà attribuita a Joseph Cotten per Il ritratto di Jennie, mentre quella femminile a Olivia de Havilland per La fossa dei serpenti. Miglior regista di questa edizione è l'italiano Augusto Genina, autore di Cielo sulla palude, film che riceverà anche il Premio della Presidenza del Consiglio dei Ministri per il miglior film italiano.

### Anni 1950

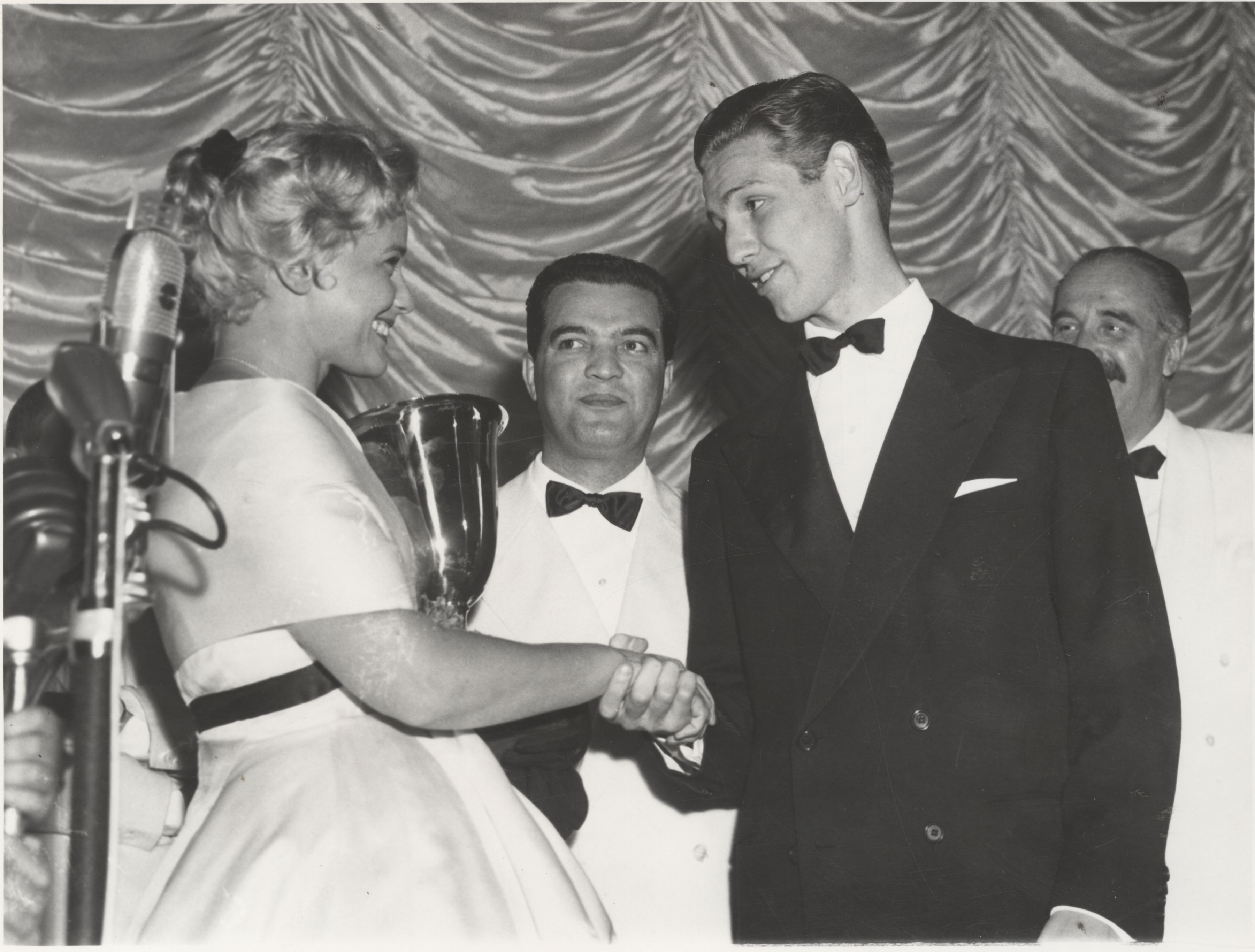
L'attrice Maria Schell vincitrice della coppa Volpi come miglior attrice nel film Gervaise di René Clément alla 17ª Mostra internazionale d'arte cinematografica di Venezia

Negli anni cinquanta il valore della Mostra viene riconosciuto definitivamente in campo internazionale; essa vede un periodo di forte espansione e concorre all'affermazione di nuove scuole di cinema, come quella giapponese e quella indiana, con l'arrivo dei più grandi registi e divi.
In questi anni la rassegna cambia più volte direttore, alla ricerca di nuovi spunti e nuove strade da percorrere: Antonio Petrucci (1949-1953), di nuovo Ottavio Croze (1954-1955), Floris Ammannati (1956-1959).
Sono anni importanti, con il mondo del cinema che sembra ormai essersi lasciato definitivamente alle spalle il fantasma della guerra, e la mostra contribuisce ad influenzare le tendenze dell'epoca.
Venezia lancia definitivamente il cinema giapponese, che si impone alla ribalta in Occidente grazie al Leone d'oro vinto da Rashomon del grande regista nipponico Akira Kurosawa nel 1951, "bissato" sette anni dopo, nel 1958, da L'uomo del riksciò di Hiroshi Inagaki. I racconti della luna pallida d'agosto (1953), L'intendente Sansho (1954) di Kenji Mizoguchi e I sette samurai (1954), sempre di Kurosawa, vincono il comunque prestigioso secondo premio, il Leone d'argento, mentre altri film nipponici in concorso, non premiati, come La vita di O-Haru - Donna galante (1952) di Kenji Mizoguchi e L'arpa birmana (1956) di Kon Ichikawa, riscuotono comunque un buon successo.
Lo stesso successo riscuote il giovane cinema indiano, che si afferma a sua volta con un Leone d'oro vinto nel 1957 da Aparajito di Satyajit Ray.
La scuola dell'Est europeo, premiata già con il Gran premio della Giuria internazionale ottenuto nel 1947 dall'opera del cecoslovacco Karel Steklý, Siréna, si impone nuovamente grazie alla presenza di nuovi validi autori, tra i quali meritano una citazione Andrzej Wajda e Andrzej Munk.
Dopo l'exploit negli anni quaranta dei primi film neorealisti, gli anni cinquanta segnano l'arrivo sugli schermi del festival di due tra i più grandi ed amati registi italiani del dopoguerra, Federico Fellini e Michelangelo Antonioni, che vengono consacrati proprio dalla loro presenza al Lido. Contemporaneamente ai grandi maestri, si affaccia una serie di giovani emergenti, promettenti volti nuovi di un panorama nazionale in grande ascesa, quantitativa e, soprattutto, qualitativa, che daranno vita al periodo forse più brillante del cinema italiano sul piano internazionale. A Venezia si presentano nel 1958 Francesco Rosi, con La sfida, e soprattutto Ermanno Olmi, con l'opera prima Il tempo si è fermato, datata 1959.
Nonostante la grande fama ed il prestigio ottenuto, il cinema italiano non viene adeguatamente premiato al festival e ciò scatena roventi polemiche. Due episodi accendono lunghe discussioni: il Leone d'oro non assegnato a Luchino Visconti, né nel 1954 per Senso, a favore del film Giulietta e Romeo di Renato Castellani, né nel 1960 per Rocco e i suoi fratelli, questa volta in favore di un film d'oltralpe, Il passaggio del Reno di André Cayatte. Il massimo riconoscimento gli verrà conferito solo nel 1964, quando Vaghe stelle dell'Orsa... vince finalmente l'ambito premio.
Anche Roberto Rossellini, altro autore di spicco del cinema italiano dell'epoca, presenta molti dei suoi film nel corso della rassegna: il 1950 è l'anno di Francesco, giullare di Dio e Stromboli (Terra di Dio); due anni dopo presenta Europa '51.
Scandali a parte, è il cinema europeo a fare la parte del leone. La scuola del vecchio continente si afferma tanto con autori già noti, quali il danese Carl Theodor Dreyer, premiato con il Leone d'oro per il suo Ordet - La parola (1955), e lo svedese Ingmar Bergman, che con Il volto conquista il Premio speciale della giuria nel 1959, dopo aver già partecipato alla mostra nel 1948, allora completamente sconosciuto e inosservato, con Musica nel buio, quanto con i nuovi autori. In questo campo si mette in luce ancora una volta il cinema francese: Robert Bresson si rivela nel 1951 con Il diario di un curato di campagna; Louis Malle presenta, nel 1958 il film scandalo Gli amanti, che, nonostante le polemiche e l'indignazione di molti, vince il Premio Speciale; ultimo exploit, solo in ordine di tempo, è quello di Claude Chabrol, che presenta nel 1958 Le beau Serge, considerato successivamente dalla critica come il film che diede inizio al movimento della Nouvelle Vague.
In questi anni, finalmente Venezia può celebrare il ritorno alla mostra del cinema statunitense, che si presenta con nuovi registi, quali Elia Kazan, Billy Wilder, Samuel Fuller, Robert Aldrich.
I nuovi divi del panorama cinematografico si fanno conoscere al Lido: il 1954 è il turno di Marlon Brando, con il film Fronte del porto, di Elia Kazan; quattro anni dopo, nel 1958, a monopolizzare l'attenzione di tutti è Brigitte Bardot, protagonista del film La ragazza del peccato di Claude Autant-Lara; ma anche i divi e soprattutto le dive italiane si fanno notare: due nomi su tutti sono quelli di Sophia Loren, vincitrice della Coppa Volpi nel 1958 per l'interpretazione in Orchidea nera di Martin Ritt, e Gina Lollobrigida; ma anche Alberto Sordi, Vittorio Gassman e Silvana Mangano, presenti nel film vincitore del Leone d'oro del 1959, La grande guerra di Mario Monicelli, e Giulietta Masina, lanciata dalle sue interpretazioni in vari film di Federico Fellini.

### Anni 1960

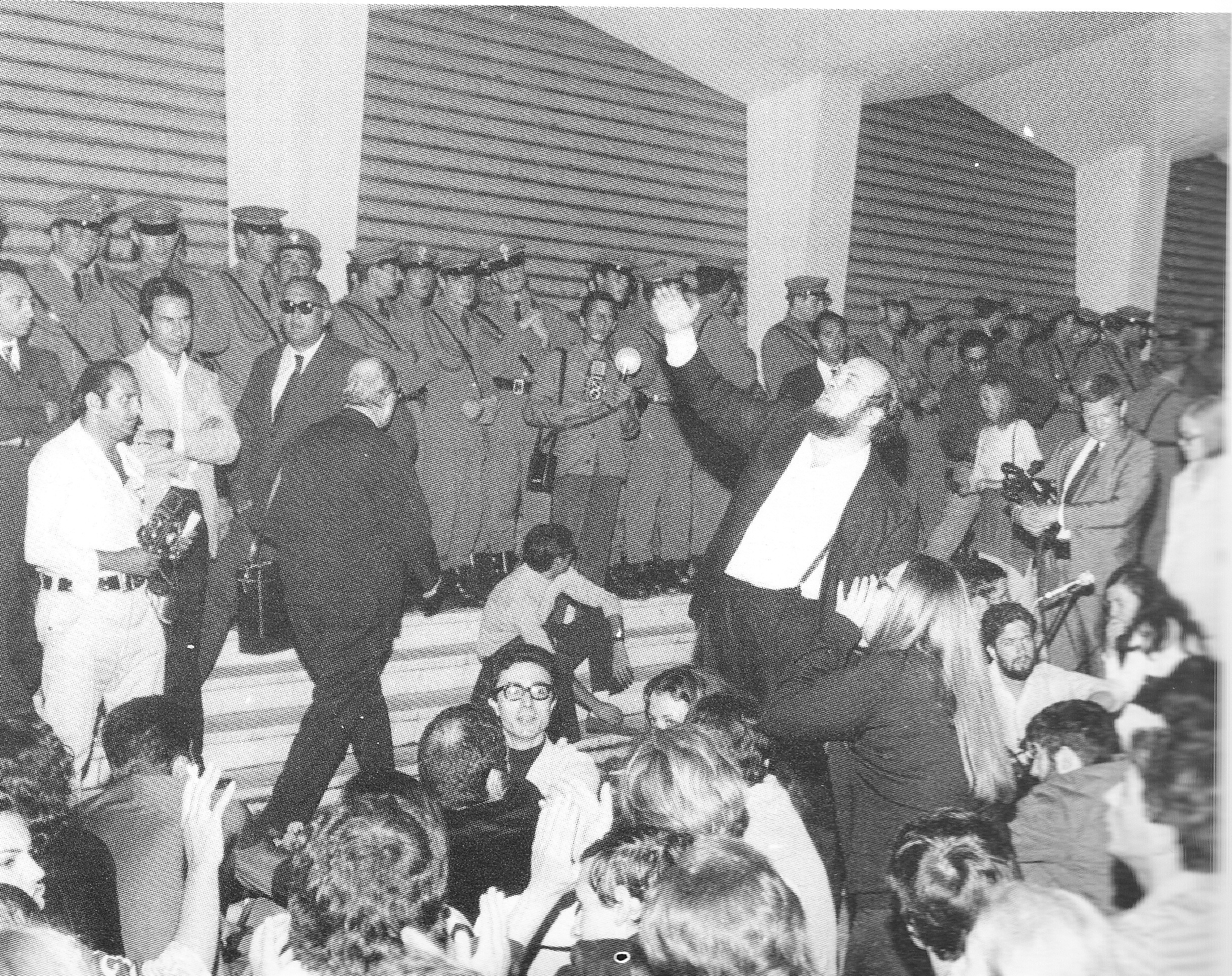
Contestazione di fronte al Palazzo del Cinema, 1968. In prima fila il regista Marco Ferreri.

Gli anni sessanta registrano un continuo sviluppo ed ampliamento della mostra, secondo il percorso artistico seguito nel dopoguerra. L'edizione del 1960 viene ricordata come la più contestata della storia del festival, per la mancata assegnazione del Leone d'oro a uno straordinario film di Luchino Visconti, Rocco e i suoi fratelli, a favore dell'opera del francese André Cayatte Il passaggio del Reno. Il pubblico in sala fischiò per tutto il tempo della cerimonia di premiazione e della proiezione del film vincitore. Si trattava della seconda grande delusione per il regista, già beffato nel 1954, quando aveva presentato Senso.
Agli inizi del decennio, il festival si fece promotore di una profonda opera di rinnovamento del cinema. Vennero create numerose sezioni per diversificare l'offerta ed ampliare il campo d'azione. Vennero presentati importanti film del free cinema inglese, fino ad allora semisconosiuto, come Sabato sera, domenica mattina (1961) di Karel Reisz, Sapore di miele (1962) di Tony Richardson, o Billy il bugiardo (1963) di John Schlesinger, mentre trovò piena consacrazione la Nouvelle Vague francese, presente grazie a Jean-Luc Godard ed Alain Resnais.
Alcuni giovani registi italiani si affacciarono per la prima volta davanti al grande pubblico: Pier Paolo Pasolini, Bernardo Bertolucci, Paolo ed il fratello Vittorio Taviani, Vittorio De Seta, Valerio Zurlini, Marco Ferreri, Florestano Vancini, Marco Bellocchio, Giuliano Montaldo, Tinto Brass; mentre alcuni altri si confermarono all'altezza di quanto avevano mostrato agli esordi negli anni cinquanta: registi del calibro di Francesco Rosi, Ermanno Olmi e Gillo Pontecorvo. Dopo le polemiche del 1960, i premi successivi furono attendibili e non privi di coraggio: l'anno successivo vinse L'anno scorso a Marienbad di Alain Resnais, mentre nel 1962 il premio venne assegnato ex aequo a Valerio Zurlini e Andrej Tarkovskij, rispettivamente con Cronaca familiare e L'infanzia di Ivan.
Dal 1963 il vento delle novità porto il "professore" Luigi Chiarini alla direzione della mostra, aprendo un'era che durò fino al 1968. Negli anni della sua presidenza, Chiarini puntò a rinnovare lo spirito e le strutture della mostra, puntando a una riorganizzazione dalla base di tutto il sistema. Per sei anni, la mostra seguì un percorso coerente, secondo i rigorosi criteri dettati per la selezione delle opere in concorso, opponendosi alla mondanità, alle pressioni politiche e alle ingerenze delle sempre più esigenti case di produzione, preferendo la qualità artistica dei film alla crescente commercializzazione dell'industria cinematografica.
Un punto chiave della gestione Chiarini fu il continuo ed utile confronto di diverse generazioni e scuole di registi. Conferme ed emergenti si alternarono sugli schermi della mostra, maestri ed allievi: Jean-Luc Godard, Carl Theodor Dreyer, Ingmar Bergman, Arthur Penn, Pier Paolo Pasolini, Robert Bresson, Akira Kurosawa, Roman Polański, François Truffaut, Roberto Rossellini, Joseph Losey, Miloš Forman, e ancora Carmelo Bene, John Cassavetes, Alain Resnais, Luis Buñuel, vincitore nel 1967 del Leone d'oro con Bella di giorno, un film decisamente meno d'avanguardia rispetto a quelli del periodo della sua collaborazione con Salvador Dalí.
Il cinema italiano è il vero marchio di fabbrica di questo periodo della mostra, grazie anche all'affermazione di nuovi divi emergenti, come Claudia Cardinale, Marcello Mastroianni e Monica Vitti, ma soprattutto grazie all'eccezionale serie di quattro vittorie consecutive del premio più prestigioso: 1963, Le mani sulla città di Francesco Rosi; 1964, Il deserto rosso di Michelangelo Antonioni; 1965; Vaghe stelle dell'Orsa..., la tanto attesa vittoria di Luchino Visconti; infine, nel 1966, La battaglia di Algeri di Gillo Pontecorvo.
Le agitazioni sociali e politiche del 1968 ebbero forti ripercussioni anche sulla Biennale di Venezia, retta ancora dallo statuto di epoca fascista, e di conseguenza anche sulla mostra del cinema, da questa dipendente, che subì pesanti e continue contestazioni, portando a rompere con la tradizione, secondo le linee di pensiero dell'epoca. Nel periodo 1969-1979 la rassegna si tenne, ma non furono assegnati premi e si tornò alla non-competitività della prima edizione. Anzi, nel 1973, 1977 e 1978, la mostra addirittura non si tenne. Il Leone d'oro fece il suo ritorno solamente nel 1980, paradossalmente in doppia copia, per la vittoria ex aequo di Louis Malle e John Cassavetes.

### Anno 1970
L'effetto della contestazione sessantottina fu, dunque, l'abolizione della competizione e quindi del relativo conferimento dei premi. Le dieci edizioni tenutesi tra il 1969 ed il 1979 furono dunque non competitive. I primi due anni furono sotto la direzione di Ernesto G. Laura, direzione che passò successivamente a Gian Luigi Rondi e quindi a Giacomo Gambetti. Come parziale compensazione della mancata competizione, vennero inaugurate nuove sezioni, tese ad ampliare l'offerta della mostra.
Un'importante novità fu l'introduzione, nel 1971, del Leone d'oro alla carriera, che ebbe come primi destinatari due nomi eccellenti: il regista statunitense John Ford, più volte presente al festival, e, l'anno successivo, Charlie Chaplin, per la sua opera di uomo di cinema completo e poliedrico. Il 1971 viene ricordato anche come l'anno della prima proiezione di uno dei film-modello della Rivoluzione culturale cinese: Il distaccamento femminile rosso.
Nel 1972 venne organizzata nel centro storico della città una manifestazione cinematografica parallela, in aperto contrasto con la mostra "ufficiale" organizzata dalla Biennale di Venezia, le Giornate del cinema italiano, sotto l'egida dell'Associazione nazionale autori cinematografici e dell'AACI (Associazione Autori Cinematografici Italiani), criticandone aspramente la nuova direzione.
L'anno successivo, il direttore in carica, Gian Luigi Rondi, fu costretto a dimettersi. Con lo statuto della Biennale ancora fermo in Parlamento, immutato dal periodo fascista, tutte le manifestazioni legate all'organizzazione saltarono, mostra compresa. Le due associazioni degli autori italiani colsero la palla al balzo, organizzando nuovamente le Giornate del cinema italiano, che tuttavia non riuscirono ad affermarsi e a soppiantare il festival ufficiale.
La direzione passò dunque a Giacomo Gambetti, che la mantenne tra il 1974 ed il 1976: egli tentò una strada nuova, cercando di rinnovare l'immagine della mostra. Si inaugurarono omaggi, retrospettive, convegni, proposte di nuovi film, optando per delle proiezioni decentrate rispetto al cuore della città. Nel 1977, all'interno dei progetti della Biennale, si svolse una manifestazione dedicata interamente al cinema dell'Est europeo, integrandosi nel progetto della fondazione sul "dissenso culturale".
L'anno successivo, nel 1978, la mostra non ebbe nuovamente luogo. Nonostante le contestazioni ed il difficile momento attraversato tanto dalla mostra, quanto dalla Biennale di Venezia stessa, le edizioni si caratterizzarono per opere che mostrarono forti sintomi di un deciso, quanto atteso rinnovamento del cinema negli anni settanta. A questo proposito, vanno ricordate pellicole come I diavoli di Ken Russell e Domenica, maledetta domenica di John Schlesinger, o Attenzione alla puttana santa, l'ennesimo film-scandalo, di Rainer Werner Fassbinder, tutti e tre datati 1971, Anche gli uccelli uccidono di Robert Altman, Prima del calcio di rigore di Wim Wenders, entrambi del 1972, poi ancora La rabbia giovane di Terrence Malick; tre anni dopo, nel 1976 è il momento di Novecento di Bernardo Bertolucci e L'ultima donna di Marco Ferreri. Nel 1972 Stanley Kubrick presentò al pubblico nella rassegna Arancia meccanica, con protagonista Malcolm McDowell, un film che fece discutere e parlare di sé.
La rinascita arriva nel 1979, grazie al nuovo direttore Carlo Lizzani, deciso a rilanciare l'immagine e il valore che la mostra aveva perduto nell'ultimo decennio. Quella del 1979 fu l'edizione che gettò le fondamenta per il recupero del prestigio internazionale, operazione che sarà poi portata a termine a tutti gli effetti solo nel decennio successivo. Con la sua preziosa esperienza di regista, Lizzani diede una svolta che partì dal nome, chiamando la rassegna con un semplice e sobrio 'Mostra Internazionale del Cinema, anziché Mostra Internazionale d'Arte Cinematografica, la denominazione che mantiene ancora oggi.
Orientato ad offrire un'immagine più moderna e pronta della mostra, il neo-direttore formò un comitato di esperti per aiutarlo a selezionare le opere e a dare ancor più una svolta al festival. Tra i collaboratori figurano personaggi di spicco dell'ambiente culturale italiano, ma non solo, dell'epoca, tra i quali Alberto Moravia, Cesare Giuseppe De Michelis, Roberto Escobar, Giovanni Grazzini, Enzo Scotto Lavina e Paolo Valmarana. Come "vice" e più stretto consigliere, Lizzani portò a Venezia Enzo Ungari.
Molto interessante fu l'iniziativa che portò un gran numero di divi ed attori di prestigio per una discussione dal titolo "Gli anni '80 del cinema", la quale diede il "la" al dibattito critico sul cinema e sulle nuove tecnologie emergenti, venute alla ribalta soprattutto grazie a Guerre stellari (1977) di George Lucas (non presentato a Venezia), le quali furono di basilare importanza in quella fase di transizione della cinematografia mondiale e assunsero un peso via via sempre maggiore sino ai giorni nostri.

### Anni 1980

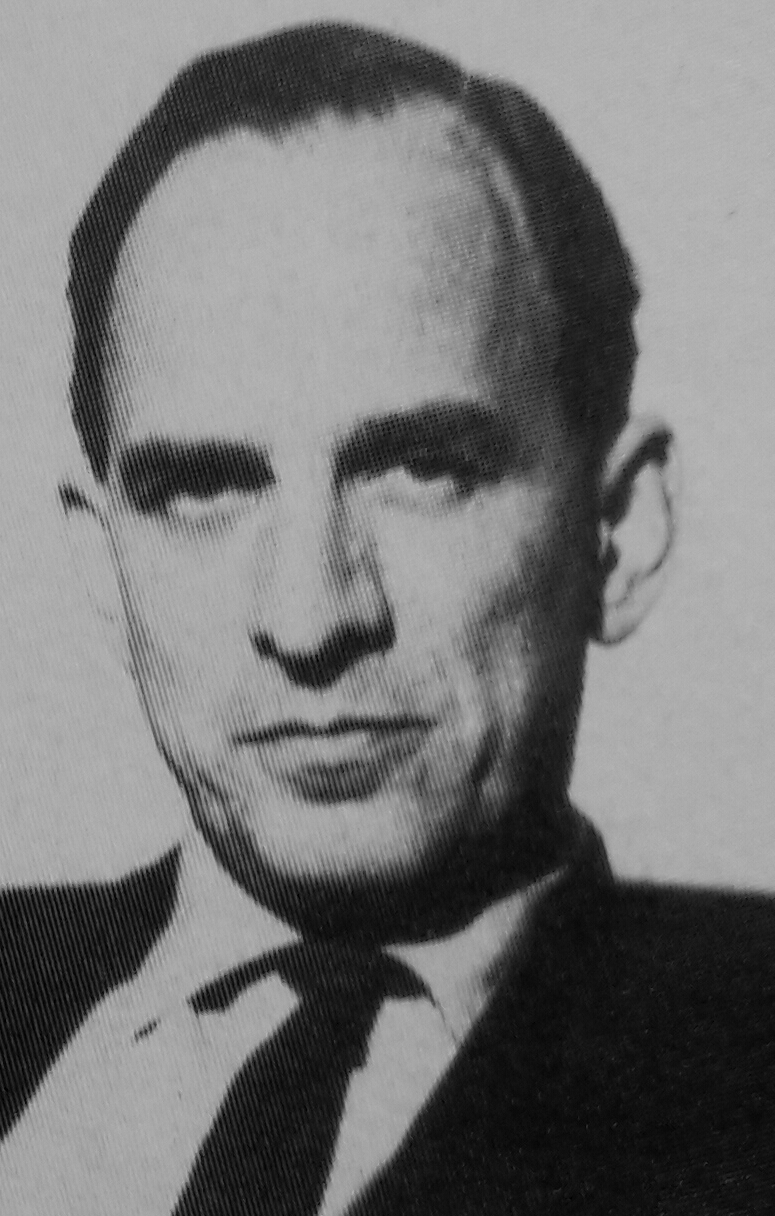
Ingmar Bergman riceve il Leone d'oro nel 1983.

L'uomo simbolo della rinascita della mostra è sicuramente Carlo Lizzani, direttore della rassegna tra il 1979 ed il 1982, che riesce nell'arduo compito di restituire al festival il prestigio meritato, perduto nel decennio precedente. Si intensifica, accanto ad una sempre ampia gamma di pellicole, la presenza delle retrospettive, dedicate ad autori e movimenti importanti, di nuove sezioni dedicate alla ricerca ("Officina"), dove per esempio viene presentato in concorso il molto discusso e importante film La ragazza di via Millelire di Gianni Serra, e sezioni dedicate a film spettacolari ("Mezzogiorno-Mezzanotte"), come il primo film del ciclo di Indiana Jones, I predatori dell'arca perduta (1981) ed E.T. l'extra-terrestre (1982), entrambi del genio emergente Steven Spielberg, oltre al secondo episodio della trilogia originale di Guerre stellari di George Lucas, L'Impero colpisce ancora, diretto da Irvin Kershner (1980), I cancelli del cielo di Michael Cimino (1980), l'horror Poltergeist - Demoniache presenze di Tobe Hooper (1982), remake di vecchie glorie o film eccentrici; tutte iniziative nate dalla mente del critico Enzo Ungari, collaboratore di Lizzani: una formula efficace, presa a modello per molti anni non solo in Italia.
Nel 1980 la rassegna torna competitiva, dopo una lunga pausa, e viene assegnato un doppio Leone d'oro, ex aequo tra il francese Louis Malle, con Atlantic City, U.S.A., e l'americano John Cassavetes, con Una notte d'estate - Gloria. Venezia gioca un ruolo molto importante nell'affermazione mondiale del cinema tedesco nuovo stile: Margarethe von Trotta, la prima vincitrice del Leone d'oro, nel 1981 stupisce la giuria con Anni di piombo, mentre Wim Wenders si afferma l'anno successivo con Lo stato delle cose; il documentario a puntate Berlin Alexanderplatz di Rainer Werner Fassbinder ottiene un grande successo nel 1980, ma due anni più tardi, nel 1982 la presentazione postuma, a pochi mesi dalla morte del regista, del suo ultimo film, il più controverso, Querelle, non ottiene, nonostante i pareri favorevoli, il primo premio, dividendo la giuria e scatenando vivaci polemiche.
La mostra vive il suo momento d'oro, dopo la parentesi buia degli anni settanta. Lo testimonia la capacità del festival di dare visibilità per la prima volta a grandi registi destinati, negli anni successivi, ad affermarsi come grandi autori del cinema contemporaneo. Tra questi, il giovane Emir Kusturica, vincitore del Leone d'oro per la migliore opera prima nel 1981 con Ti ricordi di Dolly Bell?, e Peter Greenaway, che presenta, l'anno seguente, I misteri del giardino di Compton House, il film che gli darà la notorietà. Anche il cinema italiano pare essere sul punto di affrontare un "ricambio generazionale": la mostra propone film di registi quasi esordienti, come Nanni Moretti, Gianni Amelio, Marco Tullio Giordana, Franco Piavoli, Paolo Benvenuti.
Nel 1983 la direzione passa nelle mani di Gian Luigi Rondi, che comunque non si discosta dalla precedente linea di pensiero, rientrando, questa volta da vincitore, dopo le meste dimissioni del 1972. Vengono gettate le basi per una maggiore organizzazione della mostra, istituzionalizzando le sezioni e dando spazio ai maestri del cinema del passato e del presente. La giuria internazionale diviene composta da soli autori, secondo l'idea di Rondi di creare una "mostra degli autori, per gli autori". I membri sono scelti tra i registi emersi nei favolosi anni sessanta: il primo di essi è Bernardo Bertolucci. Vince Jean-Luc Godard con Prénom Carmen, poi nel 1984 Krzysztof Zanussi con L'anno del sole quieto, nel 1985 Agnès Varda con Senza tetto né legge, nel 1986 Éric Rohmer con Il raggio verde. Venezia ospita in questi anni molti altri grandi film, non premiati o semplicemente fuori concorso, come Zelig di Woody Allen, E la nave va di Federico Fellini, Heimat di Edgar Reitz, il cyberpunk Blade Runner di Ridley Scott, datato 1983, ed il mafia-movie C'era una volta in America di Sergio Leone (1984). Proprio nel 1984 nasce la Settimana internazionale della critica, un'iniziativa spontanea ed autogestita Sindacato Nazionale Critici Cinematografici Italiani, dedicata esclusivamente a opere prime e seconde.
Il 14º direttore della mostra è lo scrittore e critico cinematografico del quotidiano Il Messaggero di Roma Guglielmo Biraghi, già direttore del Festival di Taormina, nominato nel 1987. Il suo mandato, lungo cinque edizioni, si contraddistingue per una continua ricerca di autori ed opere nuove ed inusuali, secondo il gusto e la passione di Biraghi per i viaggi e le culture diverse. Già nella sua prima edizione sotto la guida del nuovo direttore, in concorso erano presenti un film indiano, uno libanese, uno svizzero, uno norvegese, uno coreano ed uno turco. La "prima volta" più eclatante avviene nell'edizione del 1989, in cui Biraghi presenta O Recado das Ilhas di Rui Duarte De Carvalho, primo film dell'Isola di Capo Verde presentato ad un festival internazionale di cinematografia.
La nuova formula, caratterizzata da un programma snello ed incalzante, viene apprezzata sia dagli addetti ai lavori, che avevano sostenuto la nomina di Biraghi, che dal pubblico, e la prima mostra sotto la sua direzione premia un veterano, Louis Malle, con Arrivederci ragazzi (Au revoir les enfants), al quale si affiancano "nuove scoperte", registi come Carlo Mazzacurati e David Mamet, senza allo stesso tempo rinunciare a pellicole di grande spessore presentate fuori concorso, tra cui The Untouchables - Gli intoccabili di Brian De Palma e The Dead - Gente di Dublino di John Huston.
Nel 1988 la mostra si arricchisce di due nuove ed importanti sezioni, "Orizzonti" e "Notte", e degli "Eventi Speciali", tra i quali figura la proiezione di L'ultima tentazione di Cristo, uno dei più controversi film di Martin Scorsese. Il film, basato sui Vangeli apocrifi, viene accolto come uno scandalo dall'ambiente religioso, soprattutto in America e quindi in Italia, prima ancora della sua apparizione a Venezia; la pellicola viene proiettata regolarmente, in un Palazzo del Cinema sorvegliato quanto un bunker, e la conferenza stampa nella quale il regista spiegherà le sue ragioni sarà affollatissima, ma ordinata. Non sono solo queste le prerogative di questa edizione del 1988, che ha il merito di scoprire il talento dello spagnolo Pedro Almodóvar e presenta al mondo uno dei maggiori successi comici della storia, Un pesce di nome Wanda di Charles Crichton, oltre a Chi ha incastrato Roger Rabbit, splendido mix di recitazione ed animazione firmato da Robert Zemeckis. Il Leone d'oro va a La leggenda del santo bevitore di Ermanno Olmi.
Il 1989 vede il trionfo di Krzysztof Kieślowski e dei suoi Dieci comandamenti: proiettati al ritmo di uno al giorno, i film polarizzano l'interesse della stampa, italiana ed estera, e del pubblico. Accanto a Kieslowski, si mette in luce anche Nanni Moretti, grazie al discusso Palombella rossa, escluso dalla rassegna ufficiale, ma inserito nella settimana della critica, dove riscuote comunque pareri positivi, seppur non manchino le critiche. Il terzo capitolo della saga di Indiana Jones, Indiana Jones e l'ultima crociata, firmato ancora da Steven Spielberg, riscuote un ampio successo, grazie anche alla bravura dei due protagonisti, Harrison Ford e Sean Connery. Il primo premio quest'anno va alla pellicola di Taiwan Città dolente di Hou Hsiao-hsien, che punta per la prima volta i riflettori sul poco conosciuto cinema asiatico, destinato a vivere un vero e proprio boom nel decennio successivo, grazie soprattutto ai numerosi premi del festival stesso.

### Anni 1990
L'assegnazione del Leone d'oro del 1990 a Rosencrantz e Guildenstern sono morti di Tom Stoppard suscita nuovamente delle polemiche. Il giudizio della giuria, presieduta da Gore Vidal, lo preferisce al visionario talento emergente di Jane Campion, suscitando aspre polemiche, tanto tra il pubblico, quanto tra gli addetti ai lavori, che riportano alla mente le contestazioni degli anni cinquanta, quando le giurie ignorarono per due volte i film di Luchino Visconti.
L'anno successivo, il film che sorprende tutti è Lanterne rosse del cinese Zhang Yimou, ma anche questa volta il film accolto con maggior calore da pubblico e critica non ottiene il Leone d'oro; al suo posto sarà premiato Urga - Territorio d'amore di Nikita Michalkov).
Le ultime edizioni della direzione di Guglielmo Biraghi sono comunque caratterizzate dall'ampiezza della selezione, grazie ad un massiccio inserimento di giovani registi americani: meritano di essere ricordate le apparizioni di Spike Lee e Gus Van Sant. Accanto ai giovani, come sempre, la mostra schiera autori consolidati e riconosciuti, delle conferme come Martin Scorsese, presente nel 1990 con Quei bravi ragazzi e Jean-Luc Godard, presente l'anno seguente con Germania nove zero.
Il regista italiano Gillo Pontecorvo diviene il curatore della mostra nel 1992, per assumerne poi la direzione nel 1996; subito la sua impronta si nota sulla riorganizzazione della mostra, ed è chiaro qual è il programma del regista. Tre le parole d'ordine: prima, fare della città lagunare la capitale degli autori cinematografici; seconda: riportare "fisicamente" al Lido di Venezia i grandi registi e divi del cinema; terza ed ultima, cercare di rivitalizzare l'area del Palazzo del Cinema grazie alla presenza dei giovani e all'iniziativa CinemAvvenire.
Grazie ad una lunga e notevole serie di iniziative ed eventi, la mostra appare rinvigorita. Durante il suo mandato, Gillo Pontecorvo sembra riuscire a portare a termine la sua "missione". Venezia ospita le Assise degli autori (1993) e numerosi convegni; inoltre vede la luce l'UMAC (Unione Mondiale degli Autori Cinematografici), nata dalla fusione di AAIC e Associazione nazionale autori cinematografici.
La sezione "Notte" ospita film spettacolari di grande richiamo ed il Lido torna ad ospitare le superstar hollywoodiane, quali Jack Nicholson, Harrison Ford, Bruce Willis, Kevin Costner, Mel Gibson, Nicole Kidman, Tom Hanks e Denzel Washington. A questi nomi di interpreti di film presenti alla rassegna, vanno aggiunti gli altrettanto prestigiosi Leoni d'oro alla carriera: Dustin Hoffman, Al Pacino, Robert De Niro, Francis Ford Coppola, che nel 1992 ricevette il premio insieme all'"idolo di casa" Paolo Villaggio, il primo attore comico a ricevere tale riconoscimento.
La zona del Lido torna a nuova vita, ospitando eventi e concerti rock nel piazzale antistante il Casinò, e, grazie all'ennesima nuova iniziativa, "CinemAvvenire", Pontecorvo porta i giovani a vivere il festival da protagonisti; inoltre viene istituita la prima giuria dei giovani, che consegna il prestigioso premio Anica-Flash al miglior film opera prima.
Sono numerosi i giovani talenti e le pellicole lanciate durante questo periodo: i giovani italiani Mario Martone, Aurelio Grimaldi, Carlo Carlei e Paolo Virzì, e poi il neozelandese Peter Jackson (poco conosciuto prima dell'exploit come autore della trilogia cinematografica de Il Signore degli Anelli), Sally Potter, Neil Jordan, Julian Schnabel, autore di Basquiat, film biografico sulla vita del pittore statunitense Jean-Michel Basquiat.
Negli anni seguenti, al Lido tornano i grandi autori, come Robert Altman (con America oggi (Short Cuts), Leone d'oro 1993 ex aequo con Tre colori - Film blu (Trois couleurs: Bleu) di Krzysztof Kieślowski), Abel Ferrara, Rolf De Heer, Michael Radford (suo Il postino, con Massimo Troisi), Milčo Mančevski (Before the Rain, Leone d'oro 1994), Lee Tamahori, Kathryn Bigelow, Gregg Araki e, ancora una volta, Jane Campion.
Il cinema orientale fa incetta di riconoscimenti e si afferma come una vera e propria potenza sul mercato mondiale. La storia di Qiu Ju del cinese Zhang Yimou è il Leone d'oro 1992.
Nel 1994 la giuria presieduta da David Lynch premia coraggiosamente con il Leone d'oro l'opera Vive l'amour del maestro taiwanese Tsai Ming-liang, ex aequo con Milčo Mančevski per il suo Prima della pioggia.
Il 1995 è l'anno di Guglielmo Biraghi come presidente della giuria che premia Cyclo di Tran Anh Hung con il leone d'oro.
Per quel che riguarda il cinema d'oltreoceano, spiccano giovani speranze, come James Gray, Henry Selick (con il lungometraggio animato Nightmare Before Christmas, ideato e prodotto da Tim Burton, 1995), i fratelli Andy e Larry Wachowski, James Mangold, Guillermo del Toro e Bryan Singer.
Tra le innumerevoli sezioni che fanno la loro comparsa in questo periodo, va citata la "Finestra sulle immagini", una sorta di laboratorio al lavoro su corti, medi e lungometraggi, sempre nel segno dell'avanguardia e della sperimentazione.
Nel 1995, la mostra celebra il ritorno dietro la macchina da presa del regista italiano: Michelangelo Antonioni con Al di là delle nuvole (diretto assieme al tedesco Wim Wenders).
Roman Polański, presidente di giuria nel 1996, premia con il Leone d'Oro Michael Collins di Neil Jordan, pur essendo in concorso il capolavoro Fratelli di Abel Ferrara, che viene premiato con la Coppa Volpi per il miglior attore non protagonista andata a Chris Penn.
Finita l'epoca di Gillo Pontecorvo, la mostra passa in mano a Felice Laudadio, attuale presidente della Fondazione Centro sperimentale di cinematografia, e la prima rassegna curata da questo direttore rivela internazionalmente il cinema di Takeshi Kitano, il regista giapponese che vince il Leone d'oro 1997 con Hana-bi - Fiori di fuoco.
Così ridevano di Gianni Amelio è, nel 1998, il nono Leone d'oro vinto da un film italiano.
La mostra, nel frattempo, dà inizio ad una politica mirata ad irrobustire ed ampliare le infrastrutture: viene realizzata un'ampia tensostruttura, il PalaLido (a partire dal 1999 PalaBNL), per ospitare il pubblico sempre più numeroso alle proiezioni e aumentare il numero degli schermi disponibili.

### Anni 2000
Tra il 2000 ed il 2001, la direzione si concentra su un forte rafforzamento delle infrastrutture, affiancando ai palazzi storici nuove ampie sedi, ristrutturate o create appositamente per il festival, migliorando i collegamenti tra le diverse zone e portando lo spazio totale a disposizione della rassegna ad oltre 11.000 metri quadrati.
Dal 1999 al 2001 il responsabile della mostra è Alberto Barbera. Nel 2000 tornano i premi, il Leone d'oro, direttore Carlo Lizzani. Nel 2001 viene creata la sezione, competitiva anch'essa, "Cinema del Presente"; accanto al Leone d'Oro appare dunque un nuovo premio, il Leone dell'Anno, teso a dare maggior rilievo ed opportunità a opere prime e film più "marginali", pellicole con un pubblico di nicchia, orientate all'innovazione e all'originalità creativa, in una corsa continua alla sperimentazione. Questa innovazione non ha successo, rischiando di indebolire la sezione principale del Concorso.
La mostra continua ad essere un'efficace vetrina per nuovi talenti che desiderano farsi notare all'attenzione internazionale: in questo contesto si inseriscono, per esempio, i nomi di Spike Jonze con Essere John Malkovich, David Fincher con Fight Club, Kimberly Peirce con Boys Don't Cry e Harmony Korine con Julien Donkey-Boy nel 1999, Christopher Nolan con Memento.
Evento clou degli ultimi anni è, senza dubbio, la première postuma, il 1º settembre 1999, dell'ultima opera di Stanley Kubrick, Eyes Wide Shut, un evento speciale in grado di richiamare al Lido di Venezia una mole enorme di spettatori, grazie soprattutto all'eccezionale presenza della coppia protagonista, Nicole Kidman e Tom Cruise.
L'anno successivo, l'evento speciale di maggior importanza e richiamo è sicuramente l'anteprima del film-documentario di Martin Scorsese sul cinema italiano, Il mio viaggio in Italia.
Alcuni giovani registi italiani si mettono in buona luce durante questi anni, basti ricordare l'exploit di Matteo Garrone con L'imbalsamatore; ma i Leoni d'Oro assegnati in questi anni sono attribuiti ad opere provenienti dalle scuole di cinema d'Oriente: Non uno di meno del maestro cinese Zhang Yimou, Il cerchio di Jafar Panahi ed infine Monsoon Wedding di Mira Nair.
Nel 2002 l'edizione viene organizzata un po' in fretta, in pochi mesi di tempo, sotto la direzione, questa volta, di Moritz De Hadeln. Nonostante ciò, la rassegna riesce a proporre un programma di grande interesse, uno sguardo completo sul panorama cinematografico mondiale odierno, creando ancora una volta un efficace mix tra autori già affermati e giovani emergenti.
Ancora una volta la sorpresa della mostra è l'Oriente, rappresentato egregiamente dal regista giapponese Takeshi Kitano, già vincitore nel 1997 con Hana-bi - Fiori di fuoco, che partecipa questa volta con un film leggermente diverso dal suo solito, Dolls, un'opera più poetica e riflessiva, e dall'esordiente Lee Chang-dong, autore di Oasis, primo rappresentante del cinema coreano, una realtà in rapida espansione ed una delle più interessanti del panorama mondiale.
11 settembre 2001 è il film collettivo presentato come evento speciale nel 2002: un'opera che vuole essere un omaggio alle vittime dell'attentato e un monito a ricordare la tragedia. Il film, diviso in 11 episodi girati da Yusuf Shahin, Amos Gitai, Alejandro González Iñárritu, Shōhei Imamura, Claude Lelouch, Ken Loach, Samira Makhmalbaf, Mira Nair, Idrissa Ouédraogo, Sean Penn, Danis Tanović, attira l'attenzione dei mass media, al pari del Leone d'oro Magdalene di Peter Mullan.
La 60º edizione della mostra viene inaugurata dal nuovo film di Woody Allen, grande amante della città lagunare, ma per la prima volta al Lido per un'anteprima, Anything Else. Il Leone d'oro va a Il ritorno, dell'esordiente russo Andrej Zvjagintsev, che si aggiudica, quindi, anche il riconoscimento Leone del Futuro, il premio per la migliore opera prima. L'edizione si ricorda per la presenza nella selezione ufficiale di Bernardo Bertolucci e Marco Bellocchio, che presentano rispettivamente The Dreamers e Buongiorno, notte, film sul sequestro di Aldo Moro, candidato al Leone d'Oro e premiato con il Premio Osella per la migliore sceneggiatura.
La selezione dei film presenta ancora una volta un'ampia finestra sul panorama mondiale, andando dall'Europa all'Asia e puntando molto sulla cultura del Mar Mediterraneo, luogo di incontro e scambio culturale da millenni. Tra i registi più noti, ancora una volta Takeshi Kitano, che con il premio speciale alla regia porta a casa un'altra statuetta dopo il successo del 1997, poi Amos Gitai, Randa Chahal Sabbaq, Jacques Doillon e Tsai Ming-Liang.
Fuori concorso il film Monsieur Ibrahim e i fiori del Corano, legato al Leone d'oro alla carriera ad Omar Sharif, premiato insieme col produttore Dino De Laurentiis, uno dei personaggi più importanti della cinematografia italiana.
La sezione "Controcorrente", grande novità dell'edizione 2002, presenta film di particolare vitalità ed originalità, come le opere di Hiner Saleem, Vodka Lemon (vincitore del Premio San Marco), Sofia Coppola, Lost in Translation - L'amore tradotto (poi vincitore di un Oscar per la miglior sceneggiatura originale), John Sayles, Casa de los babys, Michael Schorr, Schultze vuole suonare il blues, l'accoppiata di registi danesi Lars Von Trier e Jørgen Leth, Le cinque variazioni, ed infine i giovani registi siciliani Daniele Ciprì e Franco Maresco, Il ritorno di Cagliostro.
Dal 2004 la direzione passa a Marco Müller, precedentemente direttore del Festival internazionale del film di Locarno, che passerà alla storia del festival come uno dei direttori più longevi e quello che negli ultimi anni ha saputo formalizzare al meglio l'identità del festival: creando e mantenendo la storica sezione collaterale Venezia Orizzonti, dando continuità ai nomi dei premi assegnati dalla giuria del concorso, stabilizzando legami di fiducia con importanti autori che nel corso delle edizioni hanno scelto la mostra come vetrina per le loro nuove opere.
L'edizione 2004 ha premiato con il Leone d'oro alla carriera i registi Manoel de Oliveira e Stanley Donen e ha assegnato il Leone d'oro al miglior film a Il segreto di Vera Drake di Mike Leigh.

Nel 2005 il premio alla carriera è stato assegnato al maestro del cinema d'animazione giapponese Hayao Miyazaki e all'attrice italiana Stefania Sandrelli, mentre il premio per la miglior pellicola è andato a I segreti di Brokeback Mountain di Ang Lee.

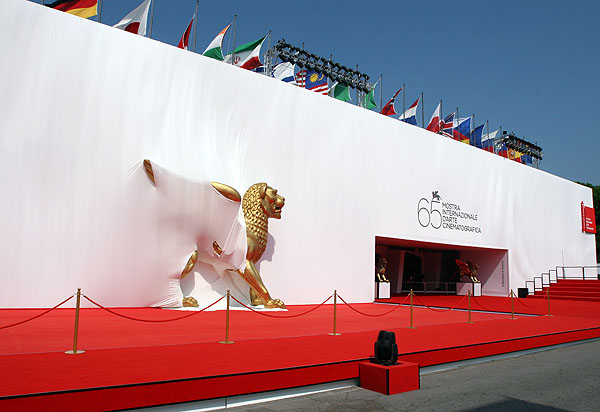
La 65ª Mostra del Cinema di Venezia

Per la prima volta dal dopoguerra, l'edizione del 2006 ha portato in concorso soltanto opere in anteprima mondiale. L'edizione, presieduta da Catherine Deneuve, viene vinta dalla fluviale opera Still Life di Jia Zhangke, uno dei registi cinesi più importanti della cosiddetta "sesta generazione". Il Leone d'oro alla carriera viene consegnato a David Lynch.
Nel 2007 il Leone d'oro viene vinto di nuovo da Ang Lee con il film Lussuria, mentre il Leone d'oro alla carriera viene consegnato a Tim Burton. In occasione del 75º "compleanno" della mostra, viene istituito un premio speciale, consegnato a Bernardo Bertolucci.
Nel 2008 vince The Wrestler di Darren Aronofsky, mentre il Leone d'oro alla carriera va ad Ermanno Olmi.
Il 2009 vede importanti cambiamenti dal punto di vista organizzativo: vengono aperti i cantieri per la realizzazione del nuovo palazzo del cinema, quindi viene spostato l'ingresso dell'ex Palazzo del casinò sul lato Darsena. La sala PalaLido (già PalaGalileo) cambia di nuovo nome in "Sala Darsena". Viene anche aperta una nuova tensostruttura, di fronte alla scalinata del Casinò, che prende il nome di "Sala Perla 2". Viene inoltre creata la sezione competitiva "Controcampo italiano". La giuria, presieduta da Ang Lee, vincitore di due Leoni nel giro di tre anni, assegna il Leone d'oro al film israeliano Lebanon.

### Anni 2010
Il 2010 è l'anno di Quentin Tarantino come Presidente della Giuria, che premia con il Leone d'oro al miglior film l'opera Somewhere della talentuosa Sofia Coppola. In concorso si segnalano le opere: Post Mortem di Pablo Larraín, Essential Killing di Jerzy Skolimowski, Promises Written in Water di Vincent Gallo, Attenberg di Athina Rachel Tsangari.
Nel 2011, la direzione targata Marco Müller si chiude con il Leone d'oro consegnato al regista russo Aleksandr Sokurov per Faust.
Nel 2012 Alberto Barbera è il nuovo direttore della Mostra. Dalla 69ª edizione il programma viene snellito; il nuovo regolamento prevede infatti solo tre sezioni della Selezione ufficiale: "Concorso" (i film vengono ridotti ad un massimo di 20), "Fuori concorso" (un massimo di 11 titoli, di cui un massimo di tre per la "Mezzanotte") e "Orizzonti" (con lungometraggi e cortometraggi). Viene così eliminata, dopo tre edizioni, la sezione "Controcampo italiano"; rimangono le sezioni autonome e parallele della "Settimana Internazionale della Critica" e le "Giornate degli Autori".
Nel 2013, la mostra festeggia la sua 70ª edizione: il film d'apertura è Gravity di Alfonso Cuarón, vince il Leone d'oro Sacro GRA di Gianfranco Rosi, mentre il Leone alla Carriera viene consegnato a William Friedkin. Viene iniziato il restauro e l'ammodernamento delle sale di proiezione, con la Sala Grande, all'interno del Palazzo del Cinema, e la creazione di una nuova sala al Palazzo del Casinò.
L'ammodernamento prosegue nel 2014 con la sala Darsena.
Nel 2015 la mostra raggiunge la 72ª edizione, il direttore continua ad essere Alberto Barbera e la giuria è presieduta dal regista messicano Alfonso Cuarón; il Leone alla Carriera è assegnato a Bertrand Tavernier.
Nel 2016 viene aggiunta la Sala Giardino, nel luogo dove prima c'era il cantiere del progettato nuovo Palazzo del Cinema, mai realizzato.
Nel 2017 la Mostra fa da apripista alla Realtà Virtuale, istituendo una sezione ed un concorso con 18 opere. Il 17 luglio 2017 è stata annunciata dalla Biennale l'assegnazione del Leone d'oro alla carriera a Robert Redford e Jane Fonda.
Nella 75ª edizione della mostra (anno 2018) i premi della Selezione Ufficiale sono stati assegnati come segue: Leone d'oro per il miglior film a Roma di Alfonso Cuarón; Leone d'argento - Gran premio della giuria a The Favourite di Yorgos Lanthimos; Leone d'argento - Premio per la migliore regia a Jacques Audiard per il film The Sisters Brothers; Coppa Volpi per la migliore interpretazione femminile ad Olivia Colman nel film The Favourite di Yorgos Lanthimos; Coppa Volpi per la migliore interpretazione maschile a Willem Dafoe nel film At Eternity's Gate di Julian Schnabel; Premio per la migliore sceneggiatura a Joel Coen e Ethan Coen per il film The Ballad of Buster Scruggs degli stessi; Premio speciale della giuria a The Nightingale di Jennifer Kent; Premio Marcello Mastroianni ad un giovane attore o attrice emergente a Baykali Ganambarr nel film The Nightingale di Jennifer Kent. In occasione di questa edizione, La Biennale ha organizzato l’esposizione "Il Cinema in Mostra – Volti e immagini dalla Mostra Internazionale d'Arte Cinematografica 1932 - 2018", allestita, anch'essa al Lido di Venezia, al piano rialzato dell'Hotel des Bains, appositamente riaperto al pubblico per l'occasione.
La 76ª edizione ha avuto luogo dal 28 agosto al 7 settembre 2019. In occasione di quest'edizione della Mostra è stata organizzata un'esposizione dal titolo "Ritratti [Opere Uniche]", avente per oggetto 300 Giant Polaroid che raccontano i protagonisti della Biennale Cinema dal 1996 al 2004; anch'essa si è tenuta all'Hotel Des Bains, dal 26 agosto al 15 settembre.

### Anni 2020
La 77ª edizione della Mostra internazionale d'arte cinematografica si è svolta a Venezia dal 2 al 12 settembre 2020 e il film d'apertura è stato Lacci di Daniele Luchetti.
La 78ª edizione della Mostra internazionale d'arte cinematografica si è svolta al Lido di Venezia dal 1º all'11 settembre 2021, diretta da Alberto Barbera e organizzata dalla Biennale, presieduta da Roberto Cicutto. Il film d'apertura è stato Madres paralelas di Pedro Almodóvar, mentre Il bambino nascosto di Roberto Andò ha chiuso la Mostra.
La 79ª edizione si è svolta dal 31 agosto al 10 settembre 2022 ed è stata aperta dal film Rumore bianco di Noah Baumbach.
L'80ª edizione si è svolta dal 30 agosto al 9 settembre 2023 ed è stata aperta da Comandante di Edoardo de Angelis.
L'81ª Mostra internazionale d'arte cinematografica di Venezia si è svolta dal 28 agosto al 7 settembre 2024 ed è stata aperta da Beetlejuice Beetlejuice di Tim Burton.

## Sale cinematografiche
- Palazzo del Cinema:
  - Sala Grande (1.036 posti)
  - Sala Pasinetti (119 posti)
  - Sala Zorzi (48 posti)
- Sala Darsena (1.409 posti)
- Palazzo del Casinò:
  - Sala Perla (594 posti)
  - Sala Volpi (151 posti)
  - Sala Casinò (342 posti)
- Sala Giardino (570 posti)
- PalaBiennale (1.768 posti)
- Sala Corinto (342 posti)

## Sezioni
La Mostra si propone di favorire la conoscenza e la diffusione del cinema internazionale in tutte le sue forme di arte, spettacolo e industria, in uno spirito di libertà e di dialogo. Per questo ha otto sezioni di cui due autonome e parallele. Ogni anno vengono presentati 140 titoli tra lungometraggi, documentari, cortometraggi e progetti speciali.
Selezione ufficiale. È la sezione principale della Mostra, in cui possono essere presentati un massimo di 21 lungometraggi in prima mondiale.
Fuori concorso. Sono presentate Fuori Concorso alcune opere significative dell’anno, per un massimo di 20 titoli, a cui si aggiungono i film prodotti nell’ambito di Biennale College Cinema. Tra queste, lavori di autori affermati che abbiano già partecipato in precedenza alla Mostra, film nei quali la dimensione spettacolare si accompagna a forme di originalità espressiva o narrativa e documentari.
Orizzonti. Concorso internazionale riservato a un massimo di 19 film, dedicato a film rappresentativi di nuove tendenze estetiche ed espressive del cinema mondiale, con particolare riguardo per gli esordi, gli autori emergenti e non ancora pienamente affermati, le cinematografie minori e meno conosciute, ma anche opere che si misurano con i generi e la produzione corrente con intenti d’innovazione e di originalità creativa. All’interno della sezione Orizzonti è ospitata una selezione competitiva di cortometraggi della durata massima di 20 minuti, scelti in base a criteri di qualità e originalità linguistico-espressiva.
Orizzonti Extra. La sezione, non competitiva ma con possibilità di assegnazione di un Premio del Pubblico, prevede una selezione di opere senza vincoli di genere, durata e destinazione, purché superiori ai 60 minuti. Possono farne parte film d’autore e di genere, sperimentali e d’artista, serie televisive e produzioni crossover, sino a un massimo di 10 titoli, eventualmente preceduti o accompagnati da incontri e approfondimenti con autori, interpreti e personalità del mondo dell'arte e della cultura.
Venezia Classici. La sezione ospita in prima mondiale una selezione dei migliori restauri di film classici realizzati nel corso dell’ultimo anno da cineteche, istituzioni culturali e produzioni di tutto il mondo, impegnate nella conservazione e valorizzazione del patrimonio cinematografico e nella riscoperta di opere del passato trascurate o sottovalutate. Possono essere presentati fino a un massimo di 18 titoli.
Venice VR Expanded. La sezione prevede la presentazione on line, in concorso, di un massimo di 30 Progetti Immersivi in Realtà Virtuale in prima mondiale e/o internazionale. Sono ammessi video 360 e opere lineari o interattive 3DOF e 6DOF di qualsiasi durata, compatibili con uno o più dei seguenti dispositivi: Oculus Go, Oculus Quest, Oculus Quest 2, Oculus Rift, Oculus Rift S, HTC Vive, HTC Vive Pro, HTC Vive Cosmos, HP Reverb/Windows Mixed Reality, dispositivi iOS o Android. Eventuali altri formati devono essere discussi preventivamente con la Direzione della Mostra. Sono presentati Fuori Concorso on line un massimo di 10 progetti, tra questi le opere dei team che partecipano alla quinta edizione di Biennale College Cinema-VR e una selezione “Best of VR Expanded”.

### Venice Production Bridge
Nell’ambito della Mostra è organizzato un mercato del film che, oltre a dare continuità ai servizi sviluppati in precedenza (Industry Gold Club, Venice Gap Financing Market, Business Centre, Digital Video Library e VPB Market Screenings), si propone come un’opportunità d’incontro e networking per tutte le categorie di professionisti coinvolti nella realizzazione di opere cinematografiche: produttori, finanziatori, distributori, agenti di vendita, fondi d’investimento pubblici e privati, banche, film commissions, broadcasters, piattaforme internet. Il Venice Production Bridge, presenterà un’ampia selezione di progetti in fase avanzata di sviluppo e pre-finanziamento relativi a film, documentari, lavori in Virtual Reality. Organizzerà inoltre la nona edizione di Final Cut in Venice (riservata a work-in-progress provenienti da paesi africani, Giordania, Iraq, Libano, Palestina e Siria), e la sesta edizione del Book Adaptation Rights Market.

## Sezioni autonome e parallele
Settimana Internazionale della Critica (SIC)
Rassegna di un massimo di 9 film – opere prime – autonomamente organizzata da una commissione nominata dal Sindacato Nazionale Critici Cinematografici Italiani (SNCCI) secondo un proprio regolamento.
Giornate degli Autori
Rassegna di un massimo di 12 film autonomamente promossa dall’Associazione Nazionale Autori Cinematografici (ANAC) e dall’Associazione 100 Autori secondo un proprio regolamento.

## Premi

### Premi attuali

#### Premi della Selezione Ufficiale
- Leone d'oro
  - Leone d'oro al miglior film (dal 1946)
- Leone d'argento
  - Premio speciale per la regia (dal 1990)
  - Gran premio della giuria (dal 1951)
  - Migliore sceneggiatura (dal 2000)
- Premio speciale della giuria (dal 2013)
- Coppa Volpi
  - Coppa Volpi per la migliore interpretazione maschile (dal 1934)
  - Coppa Volpi per la migliore interpretazione femminile (dal 1934)
- Premio Marcello Mastroianni (dal 1998)

#### Premi della sezione Orizzonti
- Premio Orizzonti per il miglior film
- Premio Orizzonti per la miglior regia
- Premio Orizzonti per la miglior sceneggiatura
- Premio speciale della giuria di Orizzonti
- Premio Orizzonti per il miglior cortometraggio
- Premio Orizzonti per la miglior interpretazione maschile
- Premio Orizzonti per la miglior interpretazione femminile

#### Premio Venezia Opera prima "Luigi De Laurentiis"
- Leone del futuro - Premio Venezia opera prima "Luigi De Laurentiis"

Premi alla Carriera
- Leone d'oro alla carriera (dal 1969)
- Premio Jaeger-LeCoultre Glory to the Filmmaker (dal 2006)

### Altri premi
- Premio Pasinetti (dal 1958)
- Premio Lanterna magica (dal 1998)
- Premio Robert Bresson (dal 2000)
- Queer Lion (dal 2007)
- Premio FEDIC (dal 2014)

### Premi non più assegnati
- Osella d'oro (1987-2012)
- Premio San Marco (2002-2003)
- Coppa Volpi per la miglior attrice non protagonista (1993-1995)
- Coppa Volpi per il miglior attore non protagonista (1993-1996)
- Coppa Mussolini (1934-1942)

## Retrospettive
- Retrospettive della Mostra internazionale d'arte cinematografica di Venezia

## Direttori della Mostra
Elenco cronologico dei direttori della Mostra del cinema di Venezia, nominati dal direttore della Biennale di Venezia:
- 1932 - 1934 Luciano De Feo (organizzatore tecnico)
- 1935 - 1942 Ottavio Croze
- 1946 - 1948 Elio Zorzi
- 1949 - 1953 Antonio Petrucci
- 1954 - 1955 Ottavio Croze
- 1956 - 1959 Floris Luigi Ammannati
- 1960 - Emilio Lonero
- 1961 - 1962 Domenico Meccoli
- 1963 - 1968 Luigi Chiarini
- 1969 - 1970 Ernesto G. Laura
- 1971 - 1972 Gian Luigi Rondi
- 1973 - mostra sospesa
- 1974 - 1976 Giacomo Gambetti
- 1977 - mostra sospesa
- 1978 - mostra sospesa
- 1979 - 1982 Carlo Lizzani
- 1983 - 1986 Gian Luigi Rondi
- 1987 - Guglielmo Biraghi (curatore)
- 1988 - 1991 Guglielmo Biraghi
- 1992 - 1996 Gillo Pontecorvo
- 1997 - 1998 Felice Laudadio
- 1999 - 2001 Alberto Barbera
- 2002 - 2003 Moritz De Hadeln
- 2004 - 2011 Marco Müller
- Dal 2012 - Alberto Barbera

## Film d'apertura
- 1994: Il postino di Michael Radford
- 1995: Allarme rosso di Tony Scott
- 1996: Sleepers di Barry Levinson
- 1997: Harry a pezzi di Woody Allen
- 1998: Salvate il soldato Ryan di Steven Spielberg
- 1999: Eyes Wide Shut di Stanley Kubrick
- 2000: Space Cowboys di Clint Eastwood
- 2001: Dust di Milčo Mančevski
- 2002: Frida di Julie Taymor
- 2003: Anything Else di Woody Allen
- 2004: The Terminal di Steven Spielberg
- 2005: Seven Swords di Tsui Hark
- 2006: Black Dahlia di Brian De Palma
- 2007: Espiazione di Joe Wright
- 2008: Burn After Reading - A prova di spia di Joel ed Ethan Coen
- 2009: Baarìa di Giuseppe Tornatore
- 2010: Il cigno nero (Black Swan) di Darren Aronofsky
- 2011: Le idi di marzo di George Clooney
- 2012: Il fondamentalista riluttante (The Reluctant Fundamentalist) di Mira Nair
- 2013: Gravity di Alfonso Cuarón
- 2014: Birdman di Alejandro González Iñárritu
- 2015: Everest di Baltasar Kormákur
- 2016: La La Land di Damien Chazelle
- 2017: Downsizing - Vivere alla grande di Alexander Payne
- 2018: First Man - Il primo uomo (First Man) di Damien Chazelle
- 2019: Le verità (La vérité) di Hirokazu Kore'eda
- 2020: Lacci di Daniele Luchetti
- 2021: Madres paralelas di Pedro Almodóvar
- 2022: Rumore bianco di Noah Baumbach
- 2023: Comandante di Edoardo de Angelis
- 2024: Beetlejuice Beetlejuice di Tim Burton

## Giurie internazionali
- Giurie della Mostra internazionale d'arte cinematografica di Venezia

## Madrine e padrini della Mostra
| Edizione | Anno | Madrina o padrino della Mostra        |
| -------- | ---- | ------------------------------------- |
| 57ª      | 2000 | Chiara Caselli                        |
| 58ª      | 2001 | Stefania Rocca                        |
| 60ª      | 2003 | Alessandra Martines                   |
| 61ª      | 2004 | Claudia Gerini                        |
| 62ª      | 2005 | Inés Sastre                           |
| 63ª      | 2006 | Isabella Ferrari                      |
| 64ª      | 2007 | Ambra Angiolini                       |
| 65ª      | 2008 | Ksenia Rappoport                      |
| 66ª      | 2009 | Maria Grazia Cucinotta                |
| 67ª      | 2010 | Isabella Ragonese                     |
| 68ª      | 2011 | Vittoria Puccini                      |
| 69ª      | 2012 | Kasia Smutniak                        |
| 70ª      | 2013 | Eva Riccobono                         |
| 71ª      | 2014 | Luisa Ranieri                         |
| 72ª      | 2015 | Elisa Sednaoui                        |
| 73ª      | 2016 | Sonia Bergamasco                      |
| 74ª      | 2017 | Alessandro Borghi                     |
| 75ª      | 2018 | Michele Riondino                      |
| 76ª      | 2019 | Alessandra Mastronardi                |
| 77ª      | 2020 | Anna Foglietta                        |
| 78ª      | 2021 | Serena Rossi                          |
| 79ª      | 2022 | Rocío Muñoz Morales                   |
| 80ª      | 2023 | Caterina Murino                       |
| 81ª      | 2024 | Sveva Alviti                          |
| Edizione | Anno | Conduttore o conduttrice della Mostra |
| 82ª      | 2025 | Emanuela Fanelli                      |